# Snooker-Amateurweltmeisterschaft 1972
Die Snooker-Amateurweltmeisterschaft 1972 war die fünfte Auflage der Amateur-Weltmeisterschaft im Snooker. Sie fand in der War Memorial Hall in der walisischen Hauptstadt Cardiff statt.
Weltmeister wurde der Engländer Ray Edmonds durch einen 11:8-Sieg im Finale gegen den Südafrikaner Mannie Francisco. Das mit 114 Punkten höchste Break des Turniers spielte der Waliser Mario Berni.

## Modus
Die 18 teilnehmenden Spieler wurden in vier Gruppen eingeteilt, in denen sie im Round-Robin-Modus gegeneinander antraten. Die zwei Bestplatzierten jeder Gruppe qualifizierten sich für die zweite Gruppenphase, die anderen Spieler ermittelten in der Play-off-Runde die weiten Platzierungen. In der zweiten Gruppenphase wurden die vier Teilnehmer der Finalrunde ermittelt, die anschließend im K.-o.-System gegeneinander antraten.

## Vorrunde

### Gruppe 1
| Platz | Spieler            | G | V | Frames |
| ----- | ------------------ | - | - | ------ |
| 1     | Jimmy van Rensberg | 3 | 0 | 12:6   |
| 2     | Kelvin Tristram    | 1 | 2 | 8:8    |
| 3     | Geoff Thomas       | 1 | 2 | 6:8    |
| 4     | Bert Demarco       | 1 | 2 | 6:10   |

| Bert Demarco       | – | Kelvin Tristram | 4:2 |
| Geoff Thomas       | – | Bert Demarco    | 4:0 |
| Jimmy van Rensberg | – | Bert Demarco    | 4:2 |
| Jimmy van Rensberg | – | Kelvin Tristram | 4:2 |
| Jimmy van Rensberg | – | Geoff Thomas    | 4:2 |
| Kelvin Tristram    | – | Geoff Thomas    | 4:0 |

### Gruppe 2
| Platz | Spieler          | G | V | Frames |
| ----- | ---------------- | - | - | ------ |
| 1     | Mannie Francisco | 3 | 1 | 15:5   |
| 2     | Jonathan Barron  | 3 | 1 | 15:10  |
| 3     | Alfred Borg      | 2 | 2 | 12:11  |
| 4     | Alwyn Lloyd      | 2 | 2 | 11:14  |
| 5     | Tony Monteiro    | 0 | 4 | 3:16   |

| Jonathan Barron  | – | Tony Monteiro    | 4:0 |
| Jonathan Barron  | – | Alfred Borg      | 4:3 |
| Jonathan Barron  | – | Mannie Francisco | 4:3 |
| Alfred Borg      | – | Tony Monteiro    | 4:0 |
| Alfred Borg      | – | Alwyn Lloyd      | 4:3 |
| Mannie Francisco | – | Alwyn Lloyd      | 4:0 |
| Mannie Francisco | – | Tony Monteiro    | 4:0 |
| Mannie Francisco | – | Alfred Borg      | 4:1 |
| Alwyn Lloyd      | – | Jonathan Barron  | 4:3 |
| Alwyn Lloyd      | – | Tony Monteiro    | 4:3 |

### Gruppe 3
| Platz | Spieler       | G | V | Frames |
| ----- | ------------- | - | - | ------ |
| 1     | Paul Mifsud   | 4 | 0 | 16:5   |
| 2     | Ray Edmonds   | 3 | 1 | 14:7   |
| 3     | Jack Rogers   | 2 | 2 | 8:8    |
| 4     | Mario Berni   | 1 | 3 | 7:12   |
| 5     | Brien Bennett | 0 | 4 | 3:16   |

| Mario Berni | – | Brien Bennett | 4:0 |
| Ray Edmonds | – | Jack Rogers   | 4:0 |
| Ray Edmonds | – | Brien Bennett | 4:1 |
| Ray Edmonds | – | Mario Berni   | 4:2 |
| Paul Mifsud | – | Jack Rogers   | 4:0 |
| Paul Mifsud | – | Mario Berni   | 4:1 |
| Paul Mifsud | – | Brien Bennett | 4:2 |
| Paul Mifsud | – | Ray Edmonds   | 4:2 |
| Jack Rogers | – | Brien Bennett | 4:0 |
| Jack Rogers | – | Mario Berni   | 4:0 |

### Gruppe 4
| Platz | Spieler       | G | V | Frames |
| ----- | ------------- | - | - | ------ |
| 1     | Arvind Savur  | 2 | 1 | 10:6   |
| 2     | Max Williams  | 2 | 1 | 9:7    |
| 3     | David Sneddon | 2 | 1 | 9:9    |
| 4     | Des May       | 0 | 3 | 6:12   |

| Arvind Savur  | – | Max Williams  | 4:1 |
| Arvind Savur  | – | Des May       | 4:1 |
| David Sneddon | – | Arvind Savur  | 4:2 |
| David Sneddon | – | Des May       | 4:3 |
| Max Williams  | – | David Sneddon | 4:1 |
| Max Williams  | – | Des May       | 4:2 |

## Play-off-Runde
| Brien Bennett | – | Tony Monteiro | 4:2 |
| Alfred Borg   | – | Jack Rogers   | 4:2 |
| Alfred Borg   | – | David Sneddon | 4:1 |
| Bert Demarco  | – | Mario Berni   | 4:3 |
| Alwyn Lloyd   | – | Bert Demarco  | 4:2 |
| Alwyn Lloyd   | – | Des May       | 4:1 |
| Des May       | – | Mario Berni   | 4:3 |
| Jack Rogers   | – | Geoff Thomas  | 4:1 |
| David Sneddon | – | Geoff Thomas  | 4:3 |

## Zweite Gruppenphase

### Gruppe 1
| Platz | Spieler         | G | V | Frames |
| ----- | --------------- | - | - | ------ |
| 1     | Jonathan Barron | 3 | 0 | 12:4   |
| 2     | Arvind Savur    | 2 | 1 | 10:8   |
| 3     | Kelvin Tristram | 1 | 2 | 6:10   |
| 4     | Paul Mifsud     | 0 | 3 | 6:12   |

| Jonathan Barron | – | Kelvin Tristram | 4:0 |
| Jonathan Barron | – | Arvind Savur    | 4:2 |
| Jonathan Barron | – | Paul Mifsud     | 4:2 |
| Arvind Savur    | – | Kelvin Tristram | 4:2 |
| Arvind Savur    | – | Paul Mifsud     | 4:2 |
| Kelvin Tristram | – | Paul Mifsud     | 4:2 |

### Gruppe 2
| Platz | Spieler            | G | V | Frames |
| ----- | ------------------ | - | - | ------ |
| 1     | Ray Edmonds        | 2 | 1 | 11:9   |
| 2     | Mannie Francisco   | 2 | 1 | 11:9   |
| 3     | Jimmy van Rensberg | 1 | 2 | 8:10   |
| 4     | Max Williams       | 1 | 2 | 9:11   |

| Ray Edmonds        | – | Jimmy van Rensberg | 4:2 |
| Ray Edmonds        | – | Mannie Francisco   | 4:3 |
| Mannie Francisco   | – | Jimmy van Rensberg | 4:2 |
| Mannie Francisco   | – | Max Williams       | 4:3 |
| Jimmy van Rensberg | – | Max Williams       | 4:2 |
| Max Williams       | – | Ray Edmonds        | 4:3 |

## Finalrunde
|  | Halbfinale       | Halbfinale |             |                  | Finale | Finale |
|  |                  |            |             |                  |        |        |
|  |                  |            |             |                  |        |        |
|  | Ray Edmonds      | 8          |             |                  |        |        |
|  | Jonathan Barron  | 6          |             |                  |        |        |
|  |                  |            | Ray Edmonds | 11               |        |        |
|  |                  |            |             | Mannie Francisco | 10     |        |
|  | Mannie Francisco | 8          |             |                  |        |        |
|  | Arvind Savur     | 7          |             |                  |        |        |
|  |                  |            |             |                  |        |        |